# Dood in de jungle
Dood in de jungle is een hoorspelserie naar Death in deep green (1952) van Michael Hastings. De KRO zond het uit vanaf zondag 9 januari 1955. De bewerking was van Jan Starink. Het eerste deel werd geregisseerd door Willem Tollenaar, de overige door Léon Povel.

## Delen
- Deel 1: Zoek het maar uit, Dr. Conolly (duur: 38 minuten)
- Deel 2: De groene hel (duur: 42 minuten)
- Deel 3: Te laat, Ryland, te laat (duur: 37 minuten)
- Deel 4: Afscheid en weerzien (duur: 36 minuten)
- Deel 5: De dood waart rond (duur: 40 minuten)

## Rolbezetting
- Max Croiset (een reporter)
- John de Freese (Dudley Norris)
- Louis de Bree (Dr. Julian Conolly)
- Willem de Vries (Jeff Becker)
- Huib Orizand (Jim Snead)
- Rien van Noppen (Arthur Willis)
- Bert Dijkstra (Martin Ryland)
- Mien van Kerckhoven-Kling (Mrs. Coney)
- Fé Sciarone (Mary Dallas)
- Johan Wolder (steward Mulgrave)
- Han König (de piloot)

## Inhoud
Boven de wildernis van Malakka loopt een vliegtuig averij op. Het maakt een noodlanding in het oerwoud. De bemanning komt om, op de steward na. Bij de passagiers is één slachtoffer. Negen mensen zijn gestrand in de jungle en weten op geen honderd kilometer na waar ze zijn of in welke richting de kust ligt. Ze maken een dodenmars door oerwoud en moeras. Op alle manieren dreigt de natuur de nietige mensenlevens te verzwelgen. Er is nog een andere dreiging: onder de negen loopt een moordenaar. Maar wie? Dr. Conolly vindt hem, maar dan zijn er al geen negen mensen meer in het oerwoud…